# Kisber Felver
Le Kisber Felver (hongrois : kisbéri-félvér / [ˈkiʒbeːɾ(i) ˈfeːlveːɾ] : « demi-sang de Kisbér ») est une race de chevaux de selle demi-sangs hongroise. Cette race originellement destinée à l'usage militaire est désormais employée en sports équestres. L'élevage du Kisber Felver est soigneusement contrôlé par le biais d'un programme de reproduction impliquant des croisements avec des Pur-sangs, Furioso-North Star, Trakehners, Arabes, Anglo-arabes et Selle français. Les Pur-sangs ont l'influence la plus importante. Ces chevaux sont rares ; en 2018, la race est considérée comme étant en danger d'extinction.

## Histoire

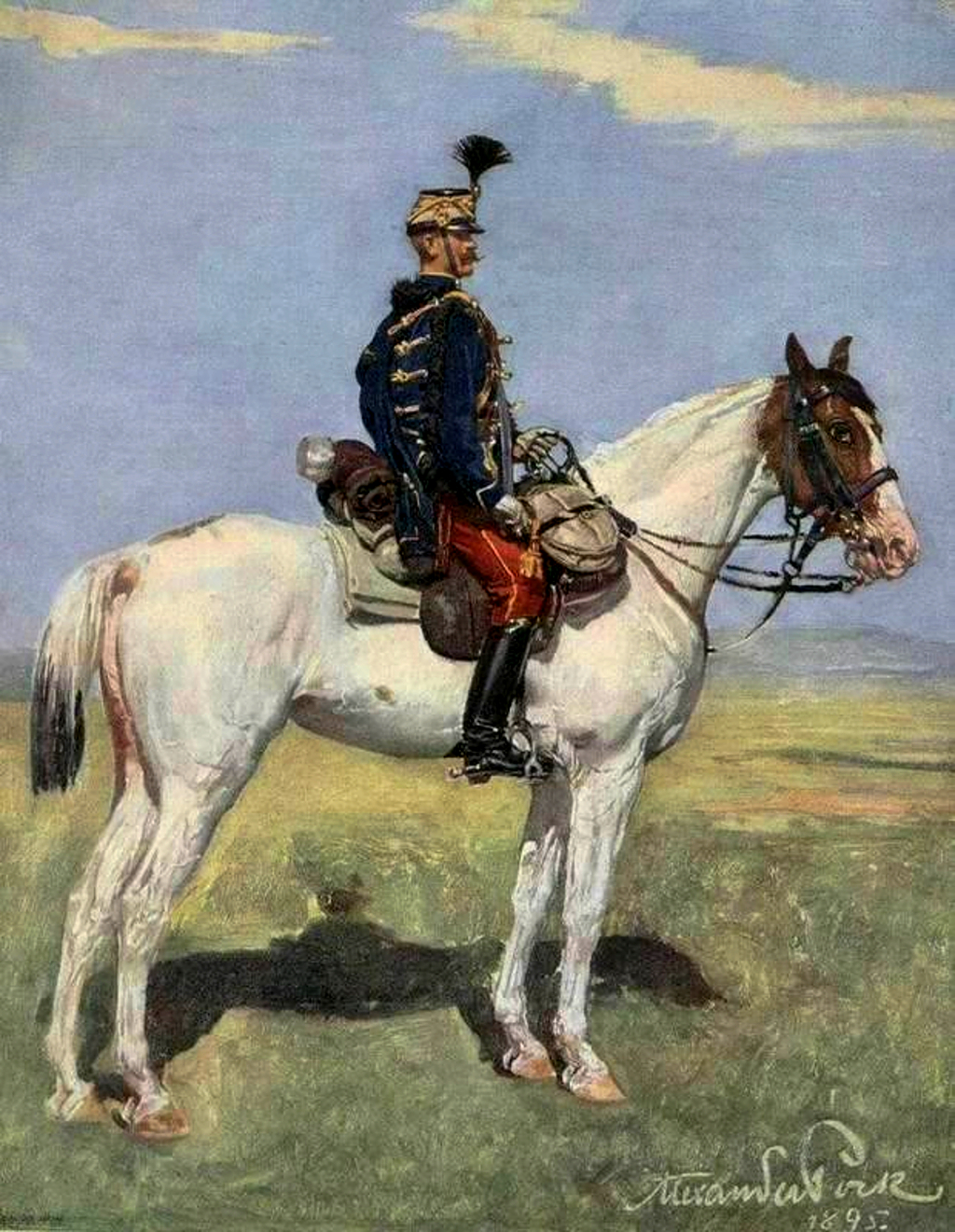
Hussard hongrois sur un Kisber Felver pie (1895)

Le Kisber Felver est une race relativement jeune, développée dès 1853 au haras de Kisbér, principalement à partir de croisements entre le Pur-sang et des chevaux hongrois locaux, dans l'objectif d'obtenir des montures plus solides et moins nerveuses que les Pur-sangs, pour un usage militaire,. Son stud-book est créé en 1860. 
Ce programme d'élevage est une réussite, qui se traduit en particulier par la naissance de la jument Kincsem. Elle remporte 54 courses et son inscription dans le Livre Guinness des records.
La Première Guerre mondiale et la Seconde l'ont presque fait disparaître. En 1945, 150 Kisber Felver sont importés aux États-Unis comme butin de guerre. Ces chevaux sont vendus aux enchères publiques en 1947. En 1961, les chevaux restants sont déplacés de Kisber vers Dalmand, où ils sont toujours élevés. À partir des années 1950, des Trakehner sont importés d'Allemagne et influencent la race, représentant 20 à 25 % des origines des Kisber Felver actuels. Ces chevaux sont également croisés avec le Furioso, l'Anglo-arabe, l'Arabe et le Selle français.
En 1983, la race compte au moins un millier de représentants, dont 80 femelles élevées en race pure.

## Description
D'après le guide Delachaux (2016), il toise entre 1,55 m et 1,70 m pour une moyenne de 1,63 m. La base de données DAD-IS indique une moyenne de 1,61 m chez les femelles et 1,63 m chez les mâles, pour un poids de 450 à 500 kg. CAB International (2016) indique de 1,62 m à 1,72 m.
Ce cheval présente un aspect plus massif et solide que le Pur-sang. La tête, de profil rectiligne, est assez fine et sèche, dotée de grands yeux et de petites oreilles. L'encolure est longue, droite ou en léger arrondi, et portée plutôt haut,. La poitrine est profonde, l'épaule inclinée. Le garrot est long et moyennement sorti, la croupe ronde, large et musclée. Les membres et les crins sont fins.
Il est le plus souvent alezan, plus rarement bai sous toutes les nuances, encore plus rarement noir ou gris.
Ces chevaux sont réputés vifs mais de caractère agréable, dotés d'intelligence, d'endurance, et d'allures qualiteuses, tout en restant relativement robustes pour des chevaux de sport.
Tous les étalons de l'élevage sont inspectés et agréés par un comité de sélection s'ils sont destinés à la reproduction.

## Utilisations
Ce cheval de sport polyvalent est apte à toutes les disciplines des sports équestres, notamment au dressage et au saut d'obstacles,. Il peut également être attelé.

## Diffusion de l'élevage
Le Kisber est un cheval peu connu. Il est élevé dans l'Ouest et l'Est de la Hongrie, ainsi qu'aux États-Unis : les régions d'élevage hongroises principales sont Kisela et ses environs, Tolna, Vas, Zala, et Szabolcs-Szatmár.
L'étude menée par l'Université d'Uppsala, publiée en août 2010 pour la FAO, signalait le Kisber Felver comme une race locale européenne et nord-américaine qui n'est pas menacée d'extinction. En 2012, les effectifs sont de seulement 866 individus hongrois recensés sur DAD-IS, avec une tendance à la baisse. La race est désormais (2018) menacée d'extinction.